# Bodegraven (Schiff)
Die SS Bodegraven war ein niederländisches Handels- und Passagierschiff, das während des Zweiten Weltkriegs durch ein deutsches U-Boot versenkt wurde.

## Geschichte
Das Schiff wurde im Februar 1929 fertiggestellt. Es wurde unter anderem auf der Route Beira-Durban-Freetown-Großbritannien eingesetzt. Am 14. Mai 1940 wurde die Bodegraven, bereits unter dem Maschinengewehrfeuer der Deutschen, von Holland aus für einen Kindertransport nach England eingesetzt, obwohl eigentlich schon geplant gewesen war, das Schiff zu versenken, um den Hafen von IJmuiden für deutsche U-Boote unpassierbar zu machen. 66 Kinder, von denen viele in englischen Familien aufgenommen werden, andere in einem Waisenhaus in Manchester unterkommen sollten, waren an Bord. Dies war der letzte Kindertransport, der von Holland aus durchgeführt wurde. Insgesamt waren bei dieser Fahrt etwa 200 Personen auf dem Schiff, darunter auch der niederländische Kunsthändler Jacques Goudstikker mit seiner Familie. Goudstikker starb durch einen Sturz durch eine Schiffsluke auf der verdunkelten Bodegraven.

## Versenkung
Die Bodegraven, die unter dem Kommando des Kapitäns B. A. Molenaar ohne Begleitschutz fuhr, wurde am 2. Juli 1944 um 1.30 Uhr in der Nacht etwa 200 Meilen südlich von Monrovia von einem Torpedo getroffen, der von U-547 unter Heinrich Niemeyer abgeschossen wurde. Sie sank innerhalb von zwölf Minuten; ein Notruf konnte nicht mehr abgesetzt werden. Weil eines der vier Rettungsboote durch den Schuss zerstört worden war, mussten sich die 63 Mannschaftsmitglieder und die 48 Passagiere auf die übrigen Boote und einige Rettungsinseln verteilen. Eines dieser Boote landete an der Küste von Gran Bassa, die Insassen der beiden anderen wurden von Schiffen aus Freetown, darunter der HMS Pict, aufgenommen. Der Schiffsführer wurde von den Deutschen gefangen genommen. Neun Personen, darunter drei Schiffspassagiere, kamen ums Leben.